# Alto horno

1 - Entrada / salida;
2 - Secado y precalentamiento;
3 - Reducción;
4 - Disolución del carbono;
5 - Fusión;
6 - Fundición:
* A - Productos básicos;
- B - aire caliente;
- C - escoria;
- D - arrabio;
- E - gas de alto horno

El esquema básico de un alto horno es el mismo que el utilizado en la antigüedad para la fundición de los cañones de hierro.
(A). Se añade alternativamente capas de carbón y mineral de hierro.
(B). En la parte inferior del horno existían unas toberas por donde se forzaba la entrada de aire mediante unos fuelles.
(C). En el crisol del horno se encontraba un orificio por el que fluía el arrabio y se dirigía al molde del cañón.
(D). Encima de esta abertura, pero debajo de las toberas, había otra boca por donde salía la escoria.

El alto horno u horno alto es aquella construcción realizada para efectuar la fusión y la reducción de minerales de hierro, con vistas a elaborar la fusión y fundición, convirtiendo el mineral férrico en lingotes.

## Características
Un alto horno típico está formado por una cápsula cilíndrica de acero de unos 30 metros de alto forrada con un material no metálico y resistente al calor, como asbesto o ladrillos refractarios. El diámetro de la cápsula disminuye hacia arriba y hacia abajo y es máximo en un punto situado aproximadamente a una cuarta parte de su altura total.
La parte inferior del horno está dotada de varias aberturas tubulares llamadas toberas, por donde se fuerza el paso del aire precalentado que provoca la combustión del coque.
Cerca del fondo se encuentra un orificio por el que fluye el arrabio cuando se sangra (o vacía) el alto horno. Encima de ese orificio, pero debajo de las toberas, hay otro agujero para retirar la escoria.
La parte superior del horno contiene respiraderos para los gases de escape, y un par de tolvas redondas, cerradas por válvulas en forma de campana, por las que se introduce el mineral de hierro, el coque y la caliza.
Una vez obtenido el arrabio líquido, se lleva al convertidor o a un horno de arco eléctrico a través del torpedo (transporte) para ser afinado ajustando su contenido de carbono y eliminando impurezas como el silicio o el fósforo, añadiendo en su caso otros elementos aleantes para obtener determinadas propiedades (como cromo, níquel, wolframio o cobalto entre otros). El acero fundido resultante pasa del convertidor o del horno eléctrico a distintos sistemas de colada para obtener determinados productos: la colada convencional, de la que se obtienen productos moldeados directamente; la colada continua, que se usa para alimentar trenes de laminación y, finalmente, la colada sobre lingoteras, de la que lógicamente se obtienen lingotes.

## Reacciones químicas que ocurren su interior
A la temperatura de 900-1600 °C, se produce una reducción del mineral de hierro en los pasos siguientes:
| a | {\displaystyle 3} | {\displaystyle Fe_{2}O_{3}} {\displaystyle +} {\displaystyle C} | {\displaystyle \longrightarrow } | {\displaystyle 2} | {\displaystyle Fe_{3}O_{4}} {\displaystyle +} {\displaystyle CO} |
| b |                   | {\displaystyle Fe_{3}O_{4}+C}                                   | {\displaystyle \longrightarrow } | {\displaystyle 3} | {\displaystyle FeO} {\displaystyle +} {\displaystyle CO}         |
| c |                   | {\displaystyle FeO+C}                                           | {\displaystyle \longrightarrow } |                   | {\displaystyle Fe} {\displaystyle +\,CO}                         |

En este momento, el hierro ya se ha formado.

## Historia
La primera construcción para obtener el hierro fue el horno bajo. En su forma más primitiva, llamada «bajo hogar» era un agujero en el suelo de unos 30 cm de diámetro, lleno de carbón vegetal y mineral. El fuego se avivaba generalmente mediante un fuelle de cuero. A las diez horas el horno era demolido y se obtenía una mezcla heterogénea incandescente con más o menos hierro reducido y escoria, del tamaño del puño. Aunque la temperatura alcanzada entre 700 y 900 °C es suficiente para la reducción de mineral de hierro pero que está lejos de su punto de fusión de 1535 °C.
La evolución hacia el horno bajo clásico consistió en hacer más alta la construcción y equiparla con una abertura lateral en su base para facilitar el suministro de aire. Una corta chimenea facilitaba la recarga del horno durante la operación y activaba el tiro. Se alcanzaban de esta manera temperaturas de entre 1000 a 1200 °C y las escorias, convertidas en líquido, se podían extraer por la apertura.
El contenido de hierro de la escoria disminuye al aumentar la temperatura. Entonces se aviva el fuego fortaleciendo el tiro natural aumentando la altura adosando, por ejemplo, la construcción a un muro de contención o terraplén. Del mismo modo, los fuelles permitían un suministro de aire más eficiente y mejor controlado. Estos «hornos de tiro natural» y fuelles producían una mezcla con un peso que iba desde unos pocos kilogramos a varios quintales después de un tiempo de 4 a 20 horas. Esta mezcla es despojada de inmediato de los trozos de carbón y de la escoria mediante una limpieza alternada con varios recalentamientos, y finalmente se forjaba para obtener los objetos deseados. En Europa Occidental, las instalaciones y las forjas adyacentes estuvieron muy extendidas hasta el siglo XVIII. Empleaban de 5 a 10 personas y la capacidad de los hornos bajos de ese momento estaba entre 60 y 120 toneladas por año y consumían unos 270 kg de carbón por 100 kg de mineral de hierro.
En Japón se importó el horno bajo del continente en el siglo VIII. La técnica se fue perfeccionando hasta desembocar durante el siglo XV en el tatara. La configuración del horno cambia en función del producto deseado: las tataras altas de 0,9 a 1,2 m estaban destinados a la fabricación de acero; las de 1,2 m producían fundición blanca que se extraía del horno después de que se solidificara. La permeabilidad baja de las arenas ferruginosas usadas limitaba la altura a 1,6 m, y por lo tanto bloqueó la progresión al alto horno. Utilizado hasta principios del siglo XX, el tatara en su forma final es una estructura industrial perenne dedicada a la operación de un horno en forma de gran bañera, que producía unas cuantas toneladas de metal durante una campaña de unas 70 horas, período al que había que añadir la construcción del horno 
En África, los más antiguos vestigios de los hornos de acero son las mezclas de hierro y carbón descubiertas en Nubia (incluyendo Meroe y Axum), y fechados en 1000-500 a. C.

### Invención del alto horno

#### En la China antigua

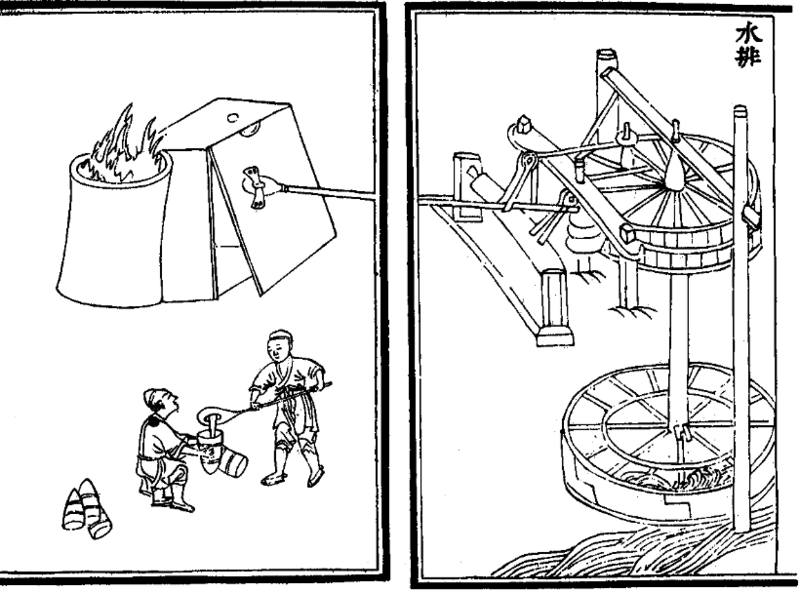
Uso de la energía hidráulica para alimentar un horno alto en China (Wang Zhen, Nong shu, 1313)

Los chinos antiguos empezaron a fundir el hierro desde el siglo V a. C., durante el Período de los Reinos combatientes
en el que el uso de herramientas agrícolas y armas de hierro fundido llegó a ser frecuente, mientras que las fundiciones del siglo III utilizaban equipos de más de doscientos hombres.
El hierro obtenido a partir de una mezcla producida en la parte inferior del horno era después fundido en hornos similares a cúpulas. Cuando la mezcla se calentaba se ponía en contacto con carbón vegetal, que absorbía el carbono del combustible hasta saturarlo, obteniéndose así la fundición homogénea y libre de las impurezas de la mezcla. Los chinos desarrollaron el refino del hierro. El hierro fundido se refinaba calentando la fundición en contacto con el aire durante varios días para producir acero.
En el año 31 mejoraron la ventilación con el uso de la energía hidráulica para mover el fuelle con lo que la combustión era más vigorosa y los primeros altos hornos que producían hierro directamente a partir de mineral aparecieron en China en el siglo I, durante la dinastía Han.
Estos altos hornos primitivos se construyeron de arcilla y se usaba un aditivo, una «tierra negra» que contenía fósforo. La adición de fósforo desapareció antes del siglo XI, ya que la mejora del horno alto permitió prescindir de él.
La mejora de Du Shi también permitió que el aire de la combustión atravesara una carga más alta y los hornos alcanzaron entonces dimensiones impresionantes: se han descubierto los restos de un crisol de 2,8 m × 4 m sobre una base de tierra de 12 m x 18 m, con restos de instalaciones periféricas como un mecanismo de elevación del mineral, fuelle, etc.
Durante la dinastía Han la técnica se desarrolló mucho y la industria del hierro fue nacionalizada. El uso de los altos hornos y de los hornos en cúpula siguió siendo muy frecuente durante la Tang y la Song
Durante el siglo IV la industria china del hierro adoptó la hulla para fundir el hierro y el acero. Sin embargo, si los procesos desarrollados garantizaban la ausencia de contaminación del metal por el contenido en azufre de la hulla, no hay muestras de un uso de la hulla en el alto horno. De hecho, sólo el carbón vegetal tiene una calidad adecuada para su uso en el alto horno, ya que debe estar en contacto con el mineral para poder desempeñar su papel de agente reductor.
En el siglo XIX estos hornos tenían la forma de un tronco de cono invertido de 2 m de altura, con un diámetro interno de entre 1,2 a 0,6 m de arriba abajo. Las paredes eran de barro y estaban reforzadas con rejilla de hierro. El suelo solía estar inclinado unos 30 grados para una mejor recogida del hierro fundido. Se cargaba con limonita o mineral de hierro de hulla y, según la construcción, con carbón vegetal o coque. El aire se inyectaba mediante un ventilador de pistón. Dicho dispositivo producía entre 450 y 650 kg de fundición por día, con un consumo de 100 kg de coque por 100 de hierro producido.
Esta tecnología desaparece al comienzo del siglo XX. En 1900 se encontró un horno alto similar en el Bulacan, en las Filipinas. Más tarde aún, el «alto horno en el patio» defendido por Mao Tse-Tung durante el Gran Salto Adelante era de este tipo.

## Mejoras en los altos hornos

### Mejoras en su duración
- Crisol de material refractario a base de carbono con conductividad térmica muy alta (el enfriamiento del crisol crea una capa de fundición solidificada que protege los ladrillos). La vida del crisol se ha duplicado en 30 años: era de 10 años en 1980, la duración actual es de 20 años. Este factor es esencial, dado que la reparación de un alto horno viene dictada por el estado de su crisol y que esta reparación puede costar, en 2010, unos 100 millones de euros.
- Mejora del enfriamiento de la cuba. El objetivo es crear una capa protectora que proteja las paredes de la abrasión producida por el mineral.

### Mejoras ambientales
- Construcción en circuito cerrado de los circuitos de agua de refrigeración y granulación de la escoria.[7]
- Recuperación del calor, sobre todo de los gases de los hornos de recalentamiento de aire (estufas).[7]
- La recuperación de energía de los gases captados en las entradas de aire por un generador de turbina.[7]
- La condensación de los vapores, especialmente los producidos durante la granulación de la escoria para evitar la emisión de dióxido de azufre o ácido sulfhídrico.[7]
- El reciclaje del carbono para evitar la emisión de gases de efecto invernadero. El objetivo de la investigación actual es la inyección en las toberas de los gases capturados en la boca del horno, en lugar de quemarlos para producir electricidad[8]

## Algunos ejemplos en el mundo

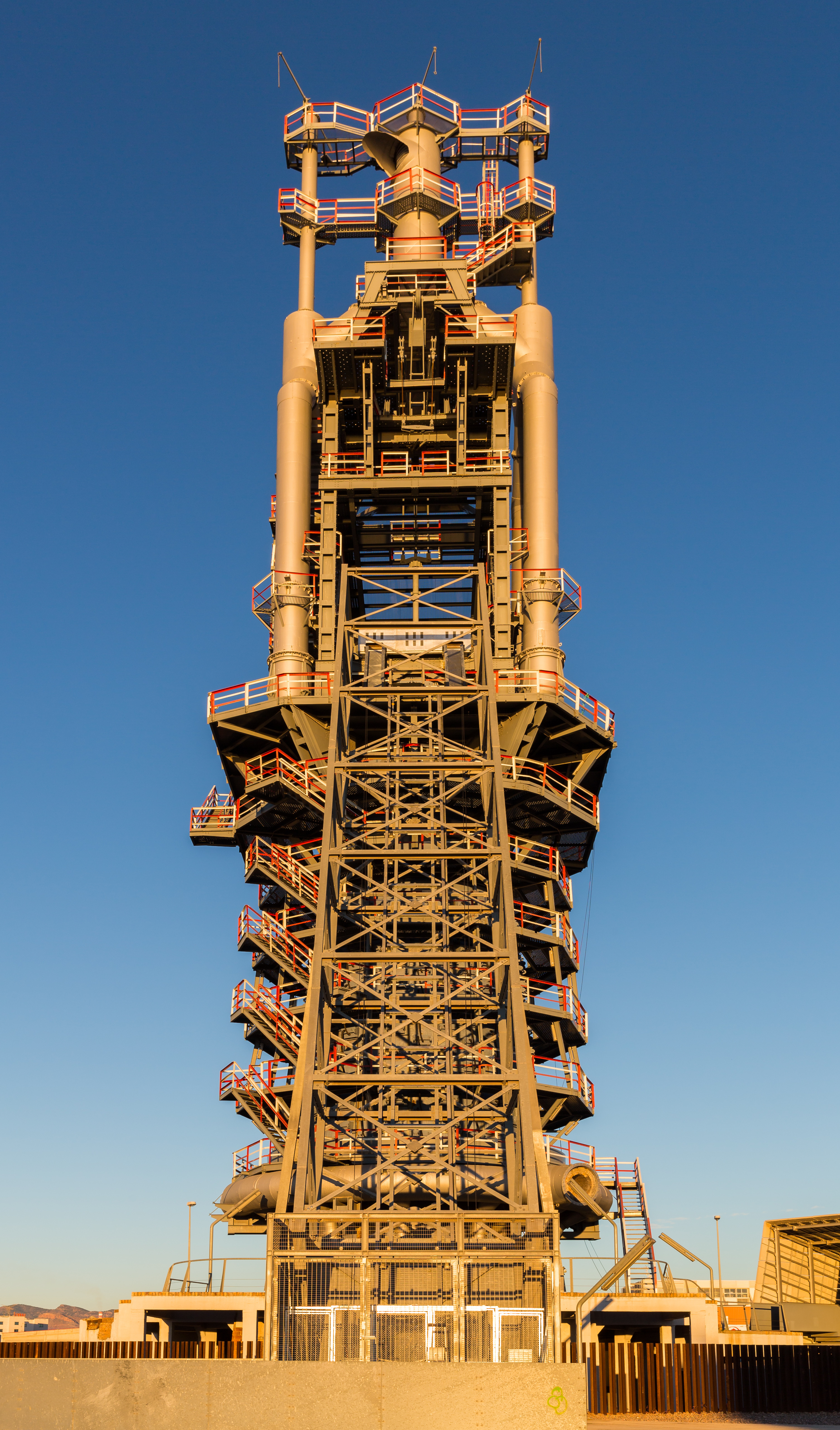
Antiguo alto Horno en Puerto de Sagunto, Valencia, España

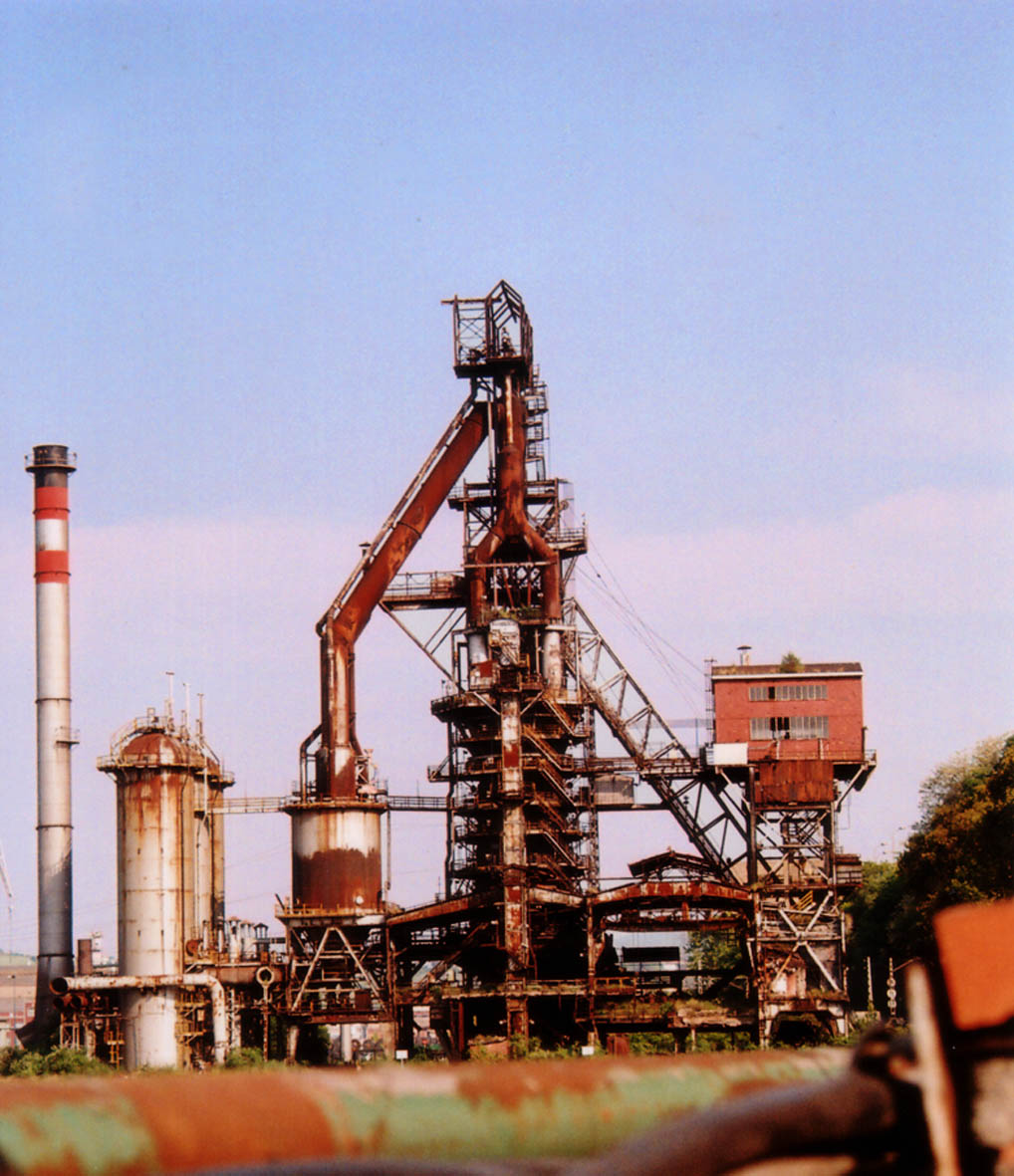
Alto horno en Sestao

En Estados Unidos:
- Altos hornos Sloss

En Argentina:
- Altos Hornos Zapla

En España:
- Altos hornos de Gijón y Avilés
- Altos hornos de Marbella
- Altos Hornos de Vizcaya
- Altos hornos de Duro Felguera
- Altos Hornos del Mediterráneo
- Ferrería de San Blas

En México:
- Altos Hornos de México (AHMSA)